# 红绵鳚
红绵鳚，為輻鰭魚綱鱸形目绵鳚亞目绵鳚科的其中一種，分布於西北太平洋區的鄂霍次克海及白令海海域，屬底棲性魚類，棲息深度200-800公尺，體長可達38公分。